# Тайсон, Эдвард
Эдвард Тайсон (англ. Edward Tyson; 1651–1708) — английский ученый и врач, член Лондонского королевского общества (с 1679), один из основоположников современной сравнительной анатомии.

## Биография
Эдвард Тайсон родился в Кливдоне, графство Сомерсет, на юго-западе Англии.
Стал бакалавром Оксфорда 8 февраля 1670 года, магистром Оксфорда 4 ноября 1673 года и доктором медицины в 1678 году.
Был принят в Колледж Врачей 30 сентября 1680 года и в качестве члена в апреле 1683 года.
В 1684 году был назначен врачом и губернатором лондонского Бедлама. Ему приписывают изменение больницы из своего рода зоопарка в место, предназначенное для оказания помощи заключенным.
Избран членом Королевского общества в ноябре 1679 года.
Похоронен в Церкви Святого Дионисия, Лондон.

## Анатомические исследования
Титульный лист Эдварда Тайсона, «Анатомия пигмея» (2-е издание 1751) В 1680 году Тайсон изучил морских свиней и установил что они млекопитающие. Он отметил, что извилистые структуры мозга были ближе к структурам земных четвероногих, чем к структурам рыб.
В 1698 году он препарировал шимпанзе на выставке в Лондонских доках, и в результате написал книгу «Orang-Outang, sive Homo Sylvestris: or, the Anatomy of a Pygmie Compared with that of a Monkey, an Ape, and a Man». В ней он пришел к выводу, что шимпанзе имеет больше общего с человеком, чем с обезьянами, особенно в отношении мозга. Эта работа была переиздана в 1894 году с вступлением от Бертрама К. А. Уиндла и краткой биографией Тайсона.
В 1683 году Тайсон препарировал древесную гремучую змею и составил одно из самых ранних и точных описаний внутренней анатомии змей. Он был первым, кто описал лореальные ямки ямкоголовых. Однако Эдвард не распознал его теплочувствительную функцию, думая, что это орган слуха.